# The Desaturating Seven
The Desaturating Seven è il nono album in studio del gruppo rock statunitense Primus, pubblicato nel 2017.

## Il disco
Si tratta del primo disco contenente brani inediti dal 2011, anno di uscita di Green Naugahyde. Inoltre è il primo LP con il batterista Tim Alexander dal 1995, quando uscì Tales from the Punchbowl.
Si tratta di un concept album ispirato al libro per bambini The Rainbow Goblins, scritto dall'autore Ul de Rico e uscito nel 1978.

## Tracce
1. The Valley – 4:43
2. The Seven – 3:08
3. The Trek – 7:50
4. The Scheme – 2:50
5. The Dream – 6:36
6. The Storm – 7:47
7. The Ends? – 1:44